# Marin Ivanov
Marin Ivanov (* 10. září 1954) je bývalý bulharský sportovní šermíř, který se specializoval na šerm šavlí. Bulharsko reprezentoval v sedmdesátých a osmdesátých letech. Na olympijských hrách startoval v roce 1980 v soutěži družstev. V roce 1984 přišel o olympijské hry kvůli bojkotu. V roce 1983 obsadil druhé místo na mistrovství Evropy v soutěži jednotlivců. S bulharským družstvem šavlistů vybojoval v roce 1985 druhé místo na mistrovství světa.